# هوگو کاروانا
هوگو کاروانا (انگلیسی: Hugo Carvana؛ ۴ ژوئن ۱۹۳۷ – ۴ اکتبر ۲۰۱۴) یک هنرپیشه اهل برزیل بود. وی بین سال‌های ۱۹۵۵ تا ۲۰۱۴ میلادی فعالیت می‌کرد.